# 9869 Yadoumaru
9869 Yadoumaru è un asteroide della fascia principale. Scoperto nel 1992, presenta un'orbita caratterizzata da un semiasse maggiore pari a 2,3630470 UA e da un'eccentricità di 0,1295529, inclinata di 2,91850° rispetto all'eclittica.